# حق طبيعي

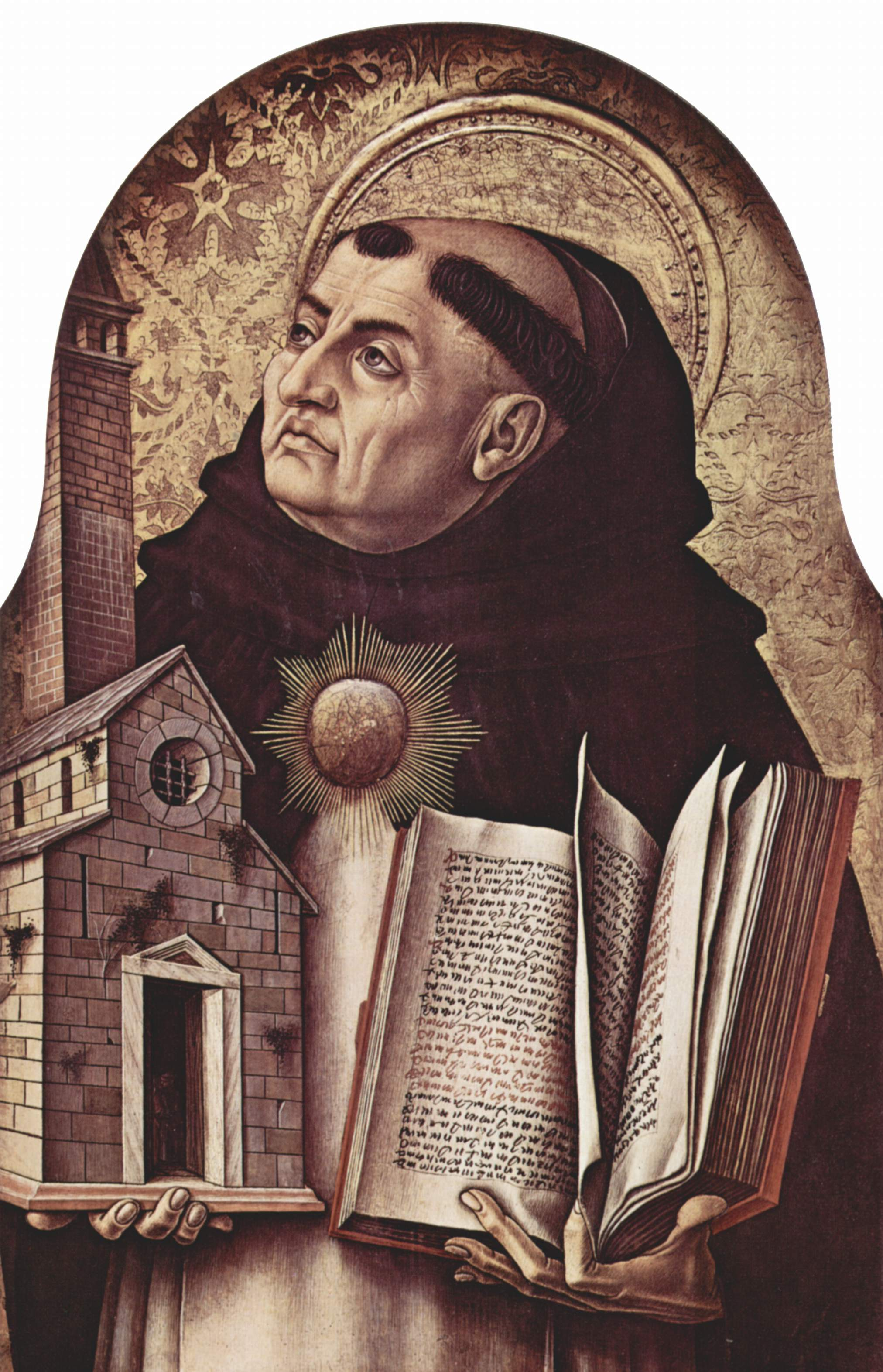
عمل الفيلسوف الكاثوليكي توما الأكويني من العصور الوسطى على إعادة إحياء وتطوير فلسفة الحق الطبيعي عن الفلسفة الإغريقية.

القانون الطبيعي (باللاتينية: ius naturale، lex naturalis) هو نظام من الحقوق قائم على المراقبة الدقيقة للطبيعة البشرية، ويستند إلى القيم الجوهرية في الطبيعة البشرية التي يمكن استنباطها وتطبيقها بشكل مستقل عن القانون الوضعي (القوانين الصادرة لدولة أو مجتمع). ووفقًا لنظرية القانون الطبيعي، يتمتع جميع الأشخاص بحقوق متأصلة، لا تُمنح عن طريق التشريع القانوني بل تستمد من «الإله، أو الطبيعة، أو العقل». ويمكن لنظرية القانون الطبيعي أن تشير أيضًا إلى «نظريات الأخلاق، ونظريات السياسة، ونظريات القانون المدني، ونظريات الأخلاق الدينية».
تنبأ الفلاسفة ما قبل سقراط في التقاليد الغربية بذلك، مثلًا أثناء بحثهم عن المبادئ التي تحكم الكون والبشر. وجرى توثيق مفهوم القانون الطبيعي في الفلسفة اليونانية القديمة، بما في ذلك عند أرسطو، وأشار إليه شيشرون في الفلسفة الرومانية القديمة. ويمكن العثور على الإشارات إليه أيضًا في العهدين القديم والجديد للكتاب المقدس، وقد شُرح لاحقًا في العصور الوسطى من قبل الفلاسفة المسيحيين مثل ألبيرتوس ماغنوس وتوما الأكويني. وقد قدمت مدرسة سالامانكا مساهمات ملحوظة أيضًا خلال عصر النهضة.
على الرغم من أن الأفكار المركزية للقانون الطبيعي كانت جزءًا من الفكر المسيحي منذ الإمبراطورية الرومانية، إلا أن الأكويني وضع الأساس للقانون الطبيعي كنظام ثابت، إذ جمع الأفكار من أسلافه وكثفها في كتابه «Lex Naturalis» (تترجم حرفيًا: «القانون الطبيعي»). وجادل سانت توماس بأنه نظرًا إلى أن البشر يمتلكون المنطق، ولأن العقل هو شعلة من الإله، فإن جميع الأرواح البشرية مقدسة وذات قيمة غير محدودة مقارنة بأي كائن مخلوق، ما يعني أن جميع البشر متساوون بشكل أساسي ويمنحون مجموعة أساسية جوهرية من الحقوق التي لا يمكن لأي إنسان إلغاءها.
تشكلت نظريات القانون الطبيعي الحديثة في عصر التنوير، إذ جمعت الإلهام من القانون الروماني والفلسفة المسيحية المدرسية والمفاهيم المعاصرة مثل نظرية العقد الاجتماعي. واستخدم القانون الطبيعي في تحدي نظرية الحق الإلهي للملوك، وأصبح مبررًا بديلًا لتأسيس عقد اجتماعي، وقانون وضعي، وحكومة - وبالتالي حقوق قانونية - في شكل الجمهوريانية الكلاسيكية. وخلال العقود الأولى من القرن الحادي والعشرين، ارتبط مفهوم القانون الطبيعي ارتباطًا وثيقًا بمفهوم الحقوق الطبيعية. يستخدم العديد من الفلاسفة والفقهاء القانونيين والعلماء مصطلح القانون الطبيعي كمرادف للحقوق الطبيعية (باللاتينية: ius naturale)، أو العدالة الطبيعية، على الرغم من أن آخرين يميزون بين القانون الطبيعي والحق الطبيعي.
بسبب التقاطع بين القانون الطبيعي والحقوق الطبيعية، فقد جرت المطالبة بالقانون الطبيعي أو مرجعيته كعنصر رئيسي في إعلان استقلال الولايات المتحدة (1776)، وإعلان حقوق الإنسان والمواطن (1789) في فرنسا، والإعلان العالمي لحقوق الإنسان (1948) للأمم المتحدة، وكذلك الاتفاقية الأوروبية لحقوق الإنسان (1953) لمجلس أوروبا.

## التاريخ

### اليونان القديمة

#### أفلاطون
على الرغم من أن أفلاطون لم يكن يمتلك نظرية واضحة حول القانون الطبيعي (نادرًا ما استخدم عبارة «القانون الطبيعي» إلا في غورياس 484 وطيماوس 83 إي)، فإن مفهومه عن الطبيعة، وفقًا لجون وايلد، يحتوي على بعض العناصر الموجودة في العديد من نظريات القوانين الطبيعية. وفقًا لأفلاطون، نحن نعيش في كون منظم. والمُثل هي أساس هذا الكون المنظم أو الطبيعة، وأهمها شكل الفضيلة، الذي يصفه أفلاطون بأنه «ألمع منطقة من الوجود». وشكل الفضيلة هو سبب كل الأشياء، وعندما يتجلى، فأنه يقود الإنسان إلى التصرف بحكمة. في نص الندوة، يرتبط الخير ارتباطًا وثيقًا بالجميل. ويصف أفلاطون في الندوة كيف مكنته تجربة سقراط الجميلة من مقاومة إغراءات الثروة والجنس. وفي حوار الجمهورية فإن المجتمع المثالي هو «مدينة تُقام وفقًا للطبيعة».

#### أرسطو
أكدت الفلسفة اليونانية على التمييز بين «الطبيعة» (physis، φúσις) من ناحية، و«القانون» أو «العادات» أو «العرف» (nomos، νóμος) من ناحية أخرى. ما يأمر به القانون من المتوقع أن يختلف من مكان إلى آخر، ولكن ما هو «بحكم الطبيعة» يجب أن يكون هو ذاته في كل مكان. لذلك فإن «قانون الطبيعة» سيكون له طابع التناقض أكثر من كونه موجودًا بشكل واضح. وقد افترض سقراط ووريثاه، أفلاطون وأرسطو، وجود العدالة الطبيعية أو القانون الطبيعي (dikaion physikon، δίκαιον φυσικόν، باللاتينية ius naturale)، وذلك ضد التقاليدية التي يمكن أن تولد التمييز بين الطبيعة والعرف، وغالبًا ما يقال إن أرسطو هو أبو القانون الطبيعي.
قد يرجع ارتباط أرسطو بالقانون الطبيعي إلى التفسير الذي قدمه توما الأكويني لأعماله. ولكن فهم الأكويني لأرسطو بشكل صحيح هو محل خلاف. ووفقًا للبعض، يدمج الأكويني بين القانون الطبيعي والحق الطبيعي، وهذا الأخير يطرحه أرسطو في الكتاب الخامس من الأخلاق النيقوماخية (الكتاب الرابع من الأخلاق اليوديمية). وفقًا لهذا التفسير، كان تأثير الأكويني يسيطر على عدد من الترجمات المبكرة لهذه المقاطع بطريقة مؤسفة، على الرغم من أن الترجمات الحديثة تجعلها أكثر حرفية. يلاحظ أرسطو أن العدالة الطبيعية هي نوع من العدالة السياسية، وعلى وجه التحديد مخطط العدالة التوزيعية والتصالحية التي ستتأسس في ظل أفضل مجتمع سياسي؛ حيث يأخذ ذلك شكل القانون، يمكن أن يسمى هذا القانون الطبيعي، وعلى الرغم من أن أرسطو لا يناقش هذا ويقترح في السياسة أن أفضل نظام قد لا يحكم بالقانون على الإطلاق.
أفضل دليل على أن أرسطو كان يعتقد أن هناك قانونًا طبيعيًا يأتي من الخطابة، إذ يشير أرسطو إلى أنه بصرف النظر عن القوانين «المحددة» التي وضعها كل شعب لنفسه، هناك قانون «عام» يتوافق مع الطبيعة. على وجه التحديد، يقتبس سوفوكليس وإمبيدوكليس:

القانون الشامل هو قانون الطبيعة. لأن هناك قانونًا، كما هو إلهي إلى حد ما، فيه عدالة طبيعية وظلم ملزم لجميع الناس، حتى على أولئك الذين ليس لديهم ارتباط أو عهد مع بعضهم البعض. هذا هو ما تعنيه أنتيغون لسوفوكليس بوضوح عندما تقول أن دفن بولينيكس كان عملًا عادلًا على الرغم من التحريم: إنها تعني أنه كان بحكم الطبيعة فقط:
«ليس الأمر كذلك اليوم أو بالأمس،
لكن الحياة الأبدية: لا أحد يستطيع أن يؤرخ ولادته».
وهكذا، عندما طلب منا أمبادوقليس عدم قتل أي كائن حي، فإنه يقول إن القيام بذلك لا يقتصر على بعض الناس، بينما يكون غير عادل للآخرين:
«كلا، ولكن، قانون شامل، عبر عوالم السماء

يمتد دون انكسار، وعلى ضخامة الأرض».
يعتقد بعض النقاد أن سياق هذه الملاحظة يشير فقط إلى أن أرسطو نصح بأنه قد يكون من المفيد خطابيًا اللجوء إلى مثل هذا القانون، خاصةً عندما كان القانون «المحدد» لمدينة المرء يعادي القضية التي تُطرح، وليس أن هناك بالفعل مثل هذا القانون. ويزعمون أن أرسطو اعتبر اثنين من المرشحين الثلاثة لقانون طبيعي صالح عالميًا منصوص عليه في هذا المقطع على أنه خطأ. وبالتالي، فإن أبوة أرسطو لتقليد القانون الطبيعي محل خلاف.

## حقوق الأفراد

### الحياة
إن حق الحياة محفوظ لكل إنسان، فإن الحياة هي هبة إلهية أساسًا، ومن ثم فهي مصونة ومحترمة منذ لحظة الحبلو حتى الفواة بشكل طبيعي، ومن واجب الإنسان الحفاظ على حياته. ويغدو «كل ما يضاد الحياة نفسها، كأنواع القتل والوأد والإجهاض والإجهاز على المرضى والانتحار مشينة ومرفوضة»، الحق في الحياة لا يسقط في حال الإجرام: «من حق السلطة الشرعية إنزال العقوبة التي تتناسب وحجم الجرم حفاظًا على النظام العام، إلا أنّ إعدام المجرم هو تدبير قاسي إلى أقصى حد، ولا يجوز للدولة أن تتخذه إلا في حالات الضرورة المطلقة، وتستند هذه الضرورة إلى استحالة حماية المجتمع البشري، من المجرم إلا بإعدامه، ولكن هذه الحالات نادرة جدًا إن لم نقل غير موجودة».

### الحرية
إن الحرية تعني التخلي عن كل شكل من أشكال الإخضاع والإكراه، والكنيسة تعلّم بكون الإنسان «مفطور على الحرية»، وحريته هي إحدى ميزاته عن سائر الخلائق. وعندما «ينظم المجتمع ذاته، بحيث يقلّص بطريقة اعتباطية المجال الشرعي لممارسة الحرية، ينجم عن ذلك تفكك الحياة الاجتماعية ودخولها البطيء طور التفكك والانحطاط». تشمل الحرية، إلغاء الرق والسبي والعبودية، وأشكال العنصرية والتمييز لاسيّما ضد المرأة والطفل والأقليات، وضمان مشاركة جميع أبناء المجتمع في بناء مجتمع على مختلف الأصعدة ومنها السياسية. ولا يمكن أن تفصل الحرية عن حرية الفكر والتعبير والإبداع.

### الكرامة والمساواة
تعتبر الكرامة البشرية من حقوق الإنسان اللصيقة به، وتجعل من التعذيب وأساليب الترويع والاستفزاز والإرهاب المتعمد، والعنصرية، وحالات التشهير «المستقبحة»، وقطع الأعضاء، والتعذيب الجسدي والمعنوي، والضغط النفسي، وأوضاع الحياة المنحطة، والسجن دون مبرر، والسبي والاستعباد، والبغاء، والمتاجرة بالنساء والأولاد، وكل ما من شأنه تحطيم إنسان ما نفسيًا ومعنويًا عملاً مرفوضًا. وقد قال البابا ليون الثالث عشر: «لا يسوع لأحد أن ينتهك بلا قصاص هذه الكرامة الإنسانية التي يحيطها الله نفسه بحرمة كبيرة». كما قال البابا بندكت السادس عشر بأنه «يتمتع كل إنسان، منذ اللحظة الأولى في حشا أمه، بكرامة لا تمس، لأنّ الله منذ الأزل، أراد وجوده، وأحبه وخلقه، وقيّض له الخلاص». وأما حق المساواة، فهو يضمن فرص متكافئة لجميع البشر، ويمكنهم جميعًا وبالمقدار ذاته من ممارسة حقوقهم الطبيعية.

### الملكية الخاصة
أهمية الملكية الخاصة ازدادت في أواخر القرن التاسع عشر بعد أن ظهرت مذاهب فكرية كالاشتراكية التي تحظر الملكية الخاصة أو الملكية الخاصة لوسائل الإنتاج. دافعت الكنيسة ومذاهب فكرية أخرى عن حق الملكية الخاصة لكل إنسان: «إن الهدف المباشر الذي يسعى إليه العامل، هو أن يحصّل رزقًا يصبح خاصًا له ويمتلكه بنفسه... فما ينتظره من عمله ليس الحق بالأجر فحسب بل الحق الملزم والقاطع أن يتصرف بأجره كما يشاء. فإذا استطاع أن يوفر بعضًا من مدخراته ليشتري بها حقل مثلاً، فمن البديهي أن هذا الحقل ليس سوى أجر العامل ذاته وقد تحول إلى شيء آخر». وكذلك، فإنّ الملكية الخاصة تميّز الإنسان عن الحيوان: «يجب أن نعترف للإنسان، ليس فقط بالقدرة على استخدام الأشياء الخارجية، وهذا ما تشترك به كل الكائنات الحية، بل بالحق الثابت والدائم بامتلاكها، سواء ما سيتهلك بالاستعمال أو يبقى بعد استخدامه». بكل الأحوال، فإن بعض الخيرات ذات طبيعة لا تقبل البيع أو الشراء، وبالتالي فملكيتها يجب أن تكون عامة، يوحق للسلطة الشرعية أيضًا أن تحدد سقف الملكية في الحالات الخاصة.

### الزواج وتأسيس عائلة
من حق الإنسان الطبيعي أن يختار دون ضغط أو إكراه شريك حياته. وللزوجين يعود تحديد عدد الأولاد، وطرق تربيتهم، ولا يجوز للمجتمع أو السلطة التدخل، إلا في حال فشل الوالدين في التربية. الكنيسة تعلم بأنّ «الأسرة هي الخلية الأساسية الأولى للبيئة البشرية، وفيها يتلقى الإنسان المبادئ الحامسة والمتصلة بالحق والخير. ويتعلم معنى الحب، حب الآخرين له، وبالتالي يكون الإنسان في الواقع إنسانًا.... إنّ الأسرة هي «قدس أقداس الحياة»، و«هبة الله»، و«مهبط الحياة وحضنها اللائق»» كما قال يوحنا بولس الثاني.

### الثقافة
من حق الإنسان الطبيعي أن ينال التعليم اللازم لتهذيبه وتثقيفه، ومن واجب المجتمع والسلطة، أن تضمن هذا الحق في تربية مدرسية صالحة «ساهرة على كفاءة المعلمين، ومستوى الدروس، وصحة التلامذة»، وقد دعاها البابا بندكت السادس عشر «ميّزة الوجود الإنساني الحق»، فمن حق الإنسان «التحرر من الخرافة وأشكال الخوف الموروثة»، وأن يستفيد من ثمار التطور العلمي للبشر. وعلّم المجمع الفاتيكاني الثاني بأنه «يجب إنقاذ الناس من آفة الجهل، وهناك واجب يليق إلى أسمى حد بعصرنا وخاصة بالمسيحيين، وهو أن نعمل بلا هوادة إن ماديًا وإن سياسيًا، إن على المستوى الوطني وإن على المستوى الدولي، كي يُعترف بحق الجميع، وفي كل مكان، بحث الثقافة، وأن نؤمّن تحقيقه وفق كرامة الشخص البشري». حق الثقافة يشمل أيضًا أنه «للمجتمع البشري، حق في الإعلام، عمّا يهمّ الناس أفرادًا كانوا أم جماعة، وحسب أوضاع كل واحد منهم».

### حرية التدين
يشمل حق التدين، ضمان حق كل إنسان في ممارسة شعائر دينه دون تضييق، وقد علّم المجمع الفاتيكاني الثاني: «لا يجوز للسلطات أن تستعمل القوة أو التخويف أو وسائل أخرى لتفرض على المواطنين المجاهرة بالديانة أو رذلها، أيًا كانت تلك الديانة، أو تمنع أحد من الانضمام لجماعة دينية أو تركها». التعليم المسيحي للكنيسة الكاثوليكية ينصّ بأن جميع الناس ملزمون بالبحث في الأمور المتعلقة بالله، وبحكم الشريعة الإلهية هم يملكون الحق في اعتناق الحق الذين توصلوا إلى معرفته بضميرهم. وقد علّم المجمع الفاتيكاني الثاني بأنّ «الكنيسة تأسف للتمييز في المعاملة بين» مؤمنين«و» غير مؤمنين«، الذي تقوم به بعض السلطات المدنية بطريقة ظالمة محتقرة حقوق الإنسان الأساسية».

## حقوق الجماعات

### حماية البيئة
بوصف الأرض ملكًا لجميع البشر، فإن التلوث والتسلّح الضخم يقوّض أسس المستقبل، ويجعل البشرية المعاصرة «عدوة للأجيال القادمة، إذ يقوض حرية إنسان الغد»، وقد نددت الكنيسة «بالإتئلاف الغبي للبيئة الطبيعية التي لا يعيرها الإنسان ما تسحق من الاهتمام»، كذلك فقد نددت الكنيسة «بتسخير العلم والعالم لأغراض عسكرية» إذ «يوفر الحقد المضخم بالآيديولوجيات حرب شاملة نووية يمكن أن تنتهي بلا غالب ولا مغلوب في انتحار بشري شامل».

### حماية المستضعفين
تعلّم الكنيسة الكاثوليكية بأنّ «المستضعفين في المجتمع هم أولى بالعناية من الآخرين، ورعايتهم ودعم السلطة»، ويشمل ذلك «المسنين والمرضى والمدمنين وجميع الذين لا يمكنهم أن يلقوا المساعدة الفعالة إلا عن طريق أناس لا يبذلون فقط العناية الضرورية بل دعمًا أخويًا خالصًا»، وقد نصّت وصايا الكنيسة: «أينما وجد أناس، يعدمون الأكل والشرب والكساء والمسكن أو يتألمون من نقص الدواء والعمل والتعليم ووسائل الحياة الإنسانية الحقة، أو يعذبون من جراء الأمراض، أو يتحملون النفي والسجن، فهناك يجب أن تبحث عنهم المحبة المسيحية، وأن تجدهم، وأنّ تعزّيهم بعناية نشيطة، وأن تفرّج عنهم بالمساعدات التي تقدمها لهم».

### احترام حضارات الشعوب
إن تنوع الثقافات واللغات والأعراق البشرية، يدخل حسب التعاليم المسيحية ضمن «تصميم الخلق»، وهو وحده «يمكن أن يعكس جانبًا من غنى الله اللامحدود» كما يقول البابا بندكت السادس عشر. وبالتالي احترامه واجب، وإدانه ما يخرقه كالعنصرية ضد الزنوج أو اللاسامية ضد اليهود واجب أيضًا، إلى جانب محاربة أشكال التمييز الأخرى، لاسيّما ضد الأقليات والمهاجرين في مختلف المجتمعات، وما يُعرف «بالإتنوسنتريّة»، وهي «جنوح شعب ما للذور عن هويته بالطعن في هوية الآخرين، حتى لينكر عليهم ولو رمزيًا كما صفتهم البشرية». في المقابل، فإن الثقافات والحضارات المتنوعة، مدعوة للانفتاح على بعضها البعض، «فإنّ انغلقت حضارة على ذاتها، وذابت في التمسك بأنماط معيشية بالية، ورفضت كل تبادل ومناظرة بشأن الحقيقة الإنسانية، أمست عقيمة وذهبت في طريق الانحطاط».

## الفاشيةوالحقوق الطبيعية
الفاشية هي ذلك النظام الذي يحاول التدخل في حياة الفرد الخاصة متخذا كدافع لهذا اعتقاده بأن المجتمع هو المنطلق الأهم وليس الفرد، أي أن المجتمع هو منطلق القوانين وهو الخلية الأساسية. ويذهب بعضهم بعيدا معتقدا أن المعادل الطبيعي للمجتمع الإنساني هو القطيع أو السرب أو ما شابه. بالتالي يصبح الفرد في دول الأنظمة الفاشية أداةً لا تملك في الحقيقة إلا الحقوق الأولية (كحق التنفس مثلا). تُهدر في النظام الفاشي كل الحقوق الطبيعية إذ تحاول هذه الأنظمة بناء جوهر اجتماعي ذي لون واحد ولا تتورع في هذا عن محاولة كسر شوكة الفرد والتدخل قسرا في تشكيل جوهره ليتماشى مع فكرة النظام الذي يعتبر نفسه صاحب حق لأن هدفه في النهاية هدف سامي وشريف ألا وهو خير الجميع (كما يؤمن ويعتقد)، فينذوي الفرد وينطوي على نفسه في محاولاته حماية نفسه وغالبا مايصيير النفاق أهم وسائل التفاعل البشري الأفقي.
في أيام الأنظمة الفاشية الأخيرة لا تتورع السلطات التي تكون قد اندمجت في سلطة واحدة، عن إبعاد كل الأفراد المختلفين معها رأيا وعن حرمانهم حتى من الحقوق الأولية (كحق الحياة)

## الحق الطبيعيوالنازية
النازية هي النظام الذي يذهب أبعد من الفاشية بكثير، ففي حال أن الأنظمة الفاشية قد تتقبل في البداية (مجبرة وممتعضة) تعدد أصول المجتمع العرقية، فإن الأنظمة النازية ترفض وجود عرق أو لون إلى جانب العرق الذي تعتبره أفضل العروق. فهي إذا تحاول التدخل في الأفراد شكلا وجوهرا. وقد تلعب دور الطبيعة في تحسين هذا العرق وتخليصه من ما يسمونه شوائب وأمراض وضعفاء، محتمين في ذلك بإيمانهم أنهم يفعلون الخير، ليصبح عندهم قتل المعاق أو القصير أو حتى الضعيف جسديا هو خلاص له وخير على المجتمع. وهكذا ينتهي في ظل الأنظمة النازية كل معنى لأي حق طبيعي ويصيير الفرد ليس فقط أداة إنما وقودا يُحرقُ من أجل قضية عظمى لا تختلف من نظام نازي إلى آخر إلا في حجمها، ففي حال محاولة الأول السيطرة على الكون يحاول الآخر السيطرة على جاره المختلف.